# Джеймс Леа Сілікі
Джеймс Леа Сілікі (фр. James Lea Siliki, нар. 12 червня 1996, Сарсель) — французький футболіст камерунського походження, півзахисник клубу «Ренн» та національної збірної Камеруну. На умовах оренди виступає за «Мідлсбро».

## Ігрова кар'єра
Народився 12 червня 1996 року в місті Сарсель. Розпочав займатись футболом 2002 року у команді з Гонесса, а два роки по тому потрапив в академію «Парі Сен-Жермен», де він навчався протягом семи сезонів. У віці 15 років він покинув клуб зі столиці, вважаючи, що він не розраховує на нього і вступив в навчальний центр «Генгама», де провів три сезони. При цьому у останньому сезоні 2013/14 років грав за дублюючу команді, провівши три гри і забивши один гол.
2014 року Джеймс вирішив закінчити навчання в клубі «Ренн» і підписав контракт стажера на три роки, протягом яких грав за резерв бретонського клубу, провівши 51 матч і забивши одинадцять голів. 5 червня 2016 року футболіст підписав свій перший професійний контракт, втім першу половину нового сезону все ще провів у дублі.
28 січня 2017 року дебютував за першу команду в матчі Ліги 1 проти «Нанта» (1:1), замінивши на 78-й хвилині гри Альдо Калулу, а з наступного сезону став основним гравцем команди. Станом на 1 червня 2020 року відіграв за команду з Ренна 77 матчів у національному чемпіонаті.

## Виступи за збірні
2014 року провів три гри у складі юнацької збірної Франції до 19 років.
| Дата       | Місто          | Господарі   | Результат | Гості       | Турнір            | Голи | Примітки |
| ---------- | -------------- | ----------- | --------- | ----------- | ----------------- | ---- | -------- |
| 4-6-2021   | Вінер-Нойштадт | Нігерія     | 0 – 1     | Камерун     | товариський матч  | -    | 83'      |
| 8-6-2021   | Вінер-Нойштадт | Камерун     | 0 – 0     | Нігерія     | товариський матч  | -    | 81'      |
| 6-9-2021   | Абіджан        | Кот-д'Івуар | 2 – 1     | Камерун     | Відбір до ЧС 2022 | -    | 77'      |
| 8-10-2021  | Дуала          | Камерун     | 3 – 1     | Мозамбік    | Відбір до ЧС 2022 | -    | 71'      |
| 11-10-2021 | Танжер         | Мозамбік    | 0 – 1     | Камерун     | Відбір до ЧС 2022 | -    | 46'      |
| 13-11-2021 | Совето         | Малаві      | 0 – 4     | Камерун     | Відбір до ЧС 2022 | -    | 63'      |
| 16-11-2021 | Яунде          | Камерун     | 1 – 0     | Кот-д'Івуар | Відбір до ЧС 2022 | -    | 73'      |
| Усього     |                | Матчів      | 7         |             | Голів             | 0    |          |

## Титули і досягнення
- Володар Кубка Франції (1):

«Ренн»: 2018-19
- Бронзовий призер Кубка африканських націй: 2021